# Pleasant Grove (Ohio)
Pleasant Grove és una concentració de població designada pel cens dels Estats Units a l'estat d'Ohio. Segons el cens del 2000 tenia 2.016 habitants.

## Demografia
Segons el cens del 2000, Pleasant Grove tenia 2.016 habitants, 728 habitatges, i 516 famílies. La densitat de població era de 244 habitants per km².
Dels 728 habitatges en un 30,8% hi vivien nens de menys de 18 anys, en un 54,1% hi vivien parelles casades, en un 11,4% dones solteres, i en un 29% no eren unitats familiars. En el 23,4% dels habitatges hi vivien persones soles el 7,3% de les quals corresponia a persones de 65 anys o més que vivien soles. El nombre mitjà de persones vivint en cada habitatge era de 2,39 i el nombre mitjà de persones que vivien en cada família era de 2,81.
Per edats la població es repartia de la següent manera: un 20% tenia menys de 18 anys, un 7,7% entre 18 i 24, un 24,2% entre 25 i 44, un 23,7% de 45 a 60 i un 24,4% 65 anys o més.
L'edat mediana era de 43 anys. Per cada 100 dones de 18 o més anys hi havia 83,2 homes.
La renda mediana per habitatge era de 34.728 $ i la renda mediana per família de 46.250 $. Els homes tenien una renda mediana de 32.379 $ mentre que les dones 19.034 $. La renda per capita de la població era de 16.761 $. Aproximadament el 12,6% de les famílies i l'11,3% de la població estaven per davall del llindar de pobresa.

## Poblacions més properes
El següent diagrama mostra les poblacions més properes.